# 谷汲踊り

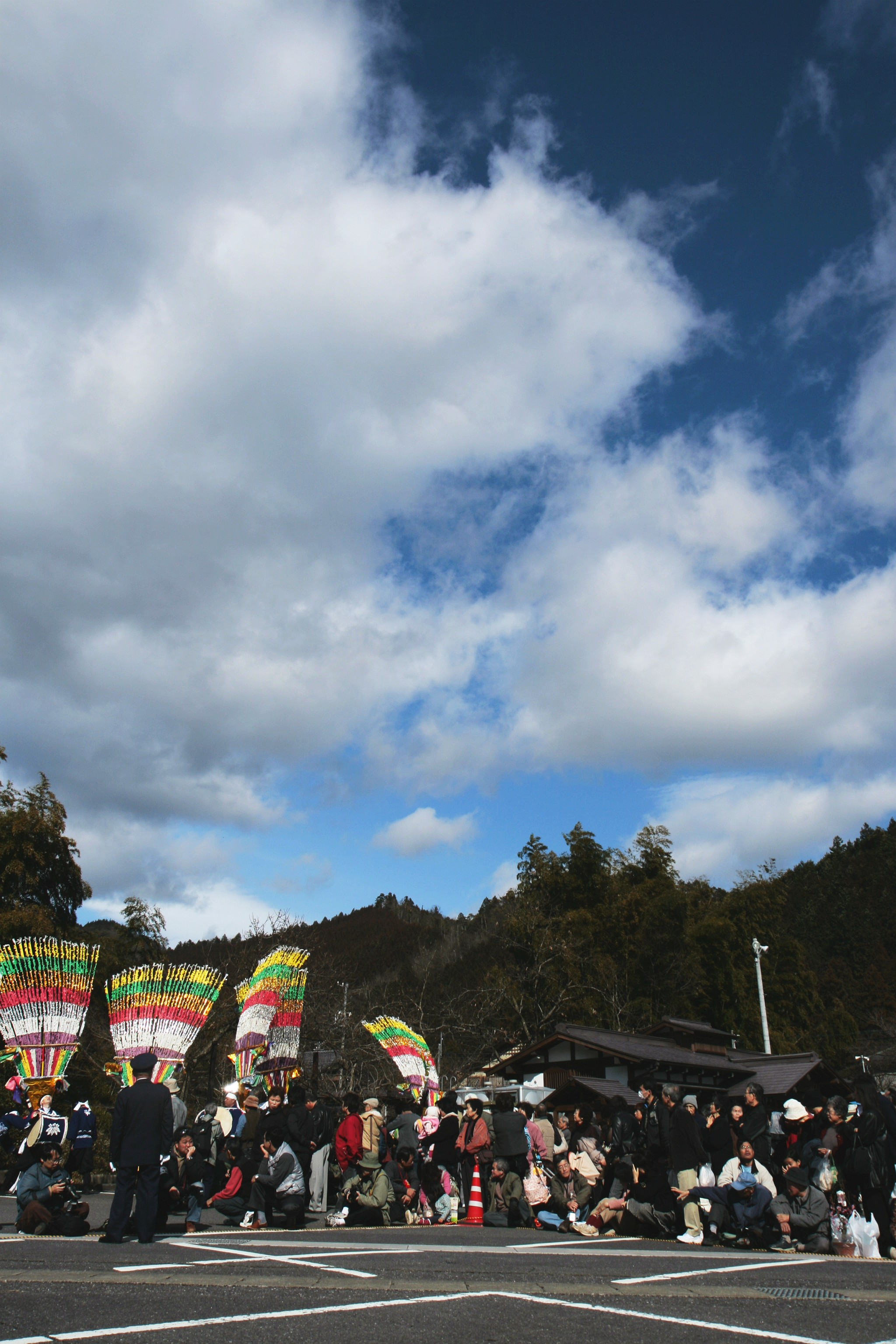
谷汲踊り

谷汲踊り（たにぐみおどり）とは、岐阜県揖斐郡揖斐川町谷汲（旧谷汲村）踊りである。
1958年（昭和33年）4月、岐阜県重要無形民俗文化財第1号に指定され、谷汲踊り保存会がその伝統を伝えている。
谷汲では、毎年2月18日の豊年祈念祭、4月上旬の谷汲さくらまつり、11月上旬のもみじまつりに奉納される。その他の地域でもイベントなどで踊られることも多い。

## 特徴
- 長さ約4mの竹を半分に割り、これを2～30本を扇の骨のような型にまとめる。これに数色の和紙で彩り、鳳凰の羽に見立てる。この飾りを“しない”という。
- 踊り手が、この“しない”（高さ4m、重さ40kgになる）を背負い、胸に直径約70cmの大太鼓を抱える。踊り手12名で一組となる。
- 鉦鼓4名、法螺貝2名、横笛4名、拍子木2名、唄お囃子6名が演奏する音で踊り手が踊る。この時、“しない”を捻りながら踊る姿が勇壮である。
- 踊りは数種類ある。

## 歴史
- 言い伝えによれば、1185年（元暦2年、文治元年）の壇ノ浦の戦いで勝利した源氏側の武将が、鎌倉に凱旋する際に踊った踊りが伝わったものという。その為、鎌倉踊りと称していた。
- 江戸時代中期、大干ばつがこの地で起きた際、氏神様に雨乞いをしたことから、雨乞い踊りと改称される。さらに後には豊年踊りと改称されるが、一時期廃れる。
- 1952年（昭和27年）、この豊年踊りの復興の気運が高まり、1953年（昭和28年）1月、豊年踊りを谷汲踊りに改称し、谷汲踊り保存会が結成される。
- 1958年（昭和33年）4月、岐阜県重要無形民俗文化財第1号に指定される。

## その他
- 岐阜県羽島郡笠松町円城寺に伝わる芭蕉踊は、江戸時代中期に谷汲踊りを参考にして始まったものであるが、踊り手の姿は似ているが、音楽や唄は全く異なる。
- 旧谷汲村（現揖斐川町）の近辺の揖斐郡には、源氏の武将によって伝えられた鎌倉踊りが幾つか伝わっている。同じ揖斐川町（旧久瀬村東津汲、春日村）に、それぞれ鎌倉踊りという名で現存する。どちらも踊り手が、竹と和紙で作られた飾りを背負い、太鼓を抱えるのが特徴であるが、飾りの形は異なる。